# Micromus carpentieri
Micromus carpentieri is een insect uit de familie van de bruine gaasvliegen (Hemerobiidae), die tot de orde netvleugeligen (Neuroptera) behoort. 
Micromus carpentieri is voor het eerst wetenschappelijk beschreven door Lestage in 1925.